# 환율

주요 통화 기호

환율(換率, 문화어: 환률, 영어: exchange rate)은 서로 다른 통화의 교환 비율이다. 고정 환율제와 변동 환율제가 있다.

## 종류와 의미

### 명목환율
명목환율(nominal exchange rate)이란 한 나라의 화폐가 외국의 화폐와 교환되는 비율을 말한다. 즉, 자국 화폐로 표시한 외국 화폐의 상대적인 가치라고 말할 수 있다. 명목환율이 상승한다는 것은 자국 화폐의 가치가 외국 화폐 보다 상대적으로 떨어지는 것을 의미한다.

### 실질환율
실질환율(real exchange rate)이란 한 나라의 상품이 외국의 상품과 교환되는 비율을 말한다. 즉, 자국 화폐로 측정한 외국 상품의 상대적인 가치라고 할 수 있다. 실질환율이 상승한다는 것은 자국 상품의 가격이 외국 상품 보다 상대적으로 떨어져, 수출경쟁력이 상승함을 뜻한다.

### 실효환율
실효환율(effective exchange rate)은 여러 통화 사이에서 어떤 통화의 가치가 상승하였는지, 하락하였는지를 판단하기 위해 사용되는 지표이다. 실효환율의 변화율은 교역 비중으로 가중평균한 환율의 변화율로 산출할 수 있다.:66 실효환율을 {\displaystyle E_{eff}}, 각 통화에 대한 환율을 {\displaystyle E_{i}}, 교역 비중을 {\displaystyle w_{i}}라고 할 때 실효환율의 변화율은 다음과 같이 산출할 수 있다.
{\displaystyle \Delta \%E_{eff}=\sum _{i=1}^{n}w_{i}\Delta \%E_{i}}

## 환율의 표기법
환율은 두 가지 방법으로 표기할 수 있다. 먼저, 외국 통화 1단위당 자국 통화의 수량으로 표시하는 방법을 자국통화표시법 또는 직접표시법(direct quotation)이라 한다. 한편, 자국 통화 1단위당 외국 통화의 수량으로 표시하는 방법을 외국통화표시법 또는 간접표시법이라 한다.
자국통화표시법으로 환율을 표시하는 경우에는 환율이 상승한 경우에는 자국통화가 절하되며, 외국통화가 절상되었음을 의미한다. 한편, 외국통화표시법으로 표시하는 경우에는 환율이 상승한 경우에 자국통화가 절상되고 외국통화가 절하되었음을 의미하게 된다.

## 환율의 결정 이론

### 장기: 구매력 평가 이론
구매력 평가(purchasing power parity) 이론은 일물일가의 법칙을 거시경제학에 적용한 이론이다. 일정한 재화 바스켓이 주어질 때 재화의 가치는 어느 곳에서나 같아져야 하므로 실질환율은 1이 된다. 이에 근거하여 환율은 양국의 물가수준의 비율로 표현할 수 있는데, 이를 절대적 PPP라 한다.:113-115 자국통화표시법으로 표시한 환율을 {\displaystyle E_{D/F}}라 하고 자국의 물가 수준을 {\displaystyle P}, 외국의 물가 수준을 {\displaystyle P^{*}}라 할 때 환율은 다음 식과 같아지게 된다.
{\displaystyle E_{D/F}={\frac {P}{P^{*}}}}
절대적 PPP에서부터 환율의 절하율은 인플레이션율의 차이라는 점을 도출할 수 있다. 이를 상대적 PPP라 한다.:113-115
{\displaystyle \Delta \%E_{D/F}=\pi -\pi ^{*}}
신축적인 물가의 변동을 가정하여 화폐 시장의 균형 조건과 PPP 이론을 결합하여, 통화량과 실질 GDP가 장기 환율의 움직임을 설명하는 통화 모형을 도출할 수 있다. PPP 이론은 운송 비용이나 관세, 비관세 장벽으로 인해 PPP와의 차이가 발생할 수 있으며, PPP로의 수렴 속도는 1년에 15%로 추정되고 있다.

### 단기: 자산시장 모형

국내자산 수익률과 해외자산 수익률 곡선을 통해 도출한 외환시장 균형

단기에서는 물가가 경직적이어서 구매력 평가 이론을 통해 환율의 움직임을 설명할 수 없다. 단기에서는 물가 수준의 변동이 적더라도 환율의 변동성은 매우 크다. 단기에서의 환율 변동을 설명하기 위해서는 다른 관점에서의 접근이 필요하다.
단기에서는 국내 자산과 해외 자산의 투자 선택에 따라 외환을 보유한다. 투자자는 국내 자산의 수익률과 해외 자산의 수익률에 대한 차익거래를 통해 수익을 극대화할 것이다. 국내 자산의 수익률과 자국 통화로 표시한 외국 자산의 수익률이 같아질 때 외환시장의 균형이 성립하게 된다. 1기간 투자를 할 경우에 균형 조건은 다음과 같다. 국내 이자율은 {\displaystyle i}, 해외 이자율은 {\displaystyle i^{*}}, 미래의 기대 환율은 {\displaystyle E^{e}}, 현재의 환율을 {\displaystyle E}라 한다.
{\displaystyle 1+i={\frac {E_{t+1}^{e}}{E_{t}}}(1+i^{*})}
이 조건을 선형 근사하면, 다음과 같이 표현할 수 있는데, 국내 이자율은 해외 이자율과 자국 통화의 기대 절하율과 같아지게 된다.
{\displaystyle i=i^{*}+{\frac {\Delta E^{e}}{E}}}
미래의 기대 환율과 해외 이자율의 상승은 해외 자산 수익률을 상승시키는 작용을 일으켜 자국통화표시법으로 표시한 환율이 상승하도록 한다. 한편, 국내 이자율의 상승은 국내 자산의 수익률을 상승시켜 환율이 하락하도록 한다.
환율은 미래의 국내 자산 수익률과 해외 자산 수익률에 대한 기대에 의존한다. 경제 상황에 관한 소식이 있을 때마다 미래 상황에 대한 기대가 수시로 바뀔 수 있으므로 환율 역시도 수시로 변동하게 된다.

### 환율 오버슈팅
물가가 단기에 경직적이고, 합리적 기대를 형성하는 경우에 통화량의 증가로 인해 환율이 단기적으로 장기 균형 수준을 초과하여 상승하는 현상을 환율의 오버슈팅이라 한다.
자국의 통화량을 증가시키는 경우, 국내 이자율을 낮추고, 미래에 자국 통화가 절하될 것이라는 기대를 형성하게 한다. 국내 이자율 하락과 자국 통화의 절하 기대는 모두 국내 자산의 매력을 낮추어 자국 통화가 크게 절하된다. 이후 물가 수준이 조정되면서 실질 통화량은 원래 수준으로 돌아가면서 장기적으로는 이자율 효과는 상쇄되어 환율은 장기 균형 수준으로 돌아간다.

## 환율 제도

### 고정환율제
고정환율제란 각국 화폐 사이의 환율을 일정 수준으로 고정시키는 제도이다. 따라서 중앙은행이 환율을 유지하기 위해 통화량을 관리한다.

### 변동환율제
변동환율제란 통화 가치가 외국환시장에 따라 변화하는 체계이다. 이 제도하에서 국제수지는 항상 균형이 성립한다.

### 혼합된 제도
현실에서 많은 국가는 위의 두 제도가 혼합된 형태를 취하고 있다. 관리변동환율제도는 기본적으로 변동환율제를 따르면서 필요에 따라 정부가 개입하는 방식이고, 조정가능한 고정환율제는 고정환율제를 따르되 필요에 따라 정부가 평가를 조정하는 방식을 뜻한다.

## 영향
환율상승은 수출경쟁력을 강화시켜 수출을 늘리고 수입을 감소시키나 외국상품과 원료의 가격을 상승시켜 자국의 물가를 상승시킨다.
환율하락은 수입 원자재와 수입품 가격 하락으로 물가가 안정되고 외화로 표시된 우리나라 가격은 상승하고 외국 상품의 가격은 상대적으로 저렴해져 수출이 감소하고 수입이 증가한다. 외국에 갚아야 할 돈의 부담이 감소한다.

## 같이 보기
- ISO 4217(통화 코드 국제 표준)
- 국제 통화 기금(IMF)
- 금 본위제
- 외국환평형기금채권